# 強烈熱帶風暴米克拉 (2020年)
強烈熱帶風暴米克拉（英語：Severe Tropical Storm Mekkhala，國際編號：2006，聯合颱風警報中心：WP072020，菲律賓大氣地球物理和天文管理局：Ferdie）是2020年太平洋颱風季第6個被命名的風暴。「米克拉」（เมขลา）一名由泰國所提供，是指當地神話的海洋、雷電女神，即媚卡拉。當年8月9日形成於南海，在不被看好的情況下增強並獲得命名，之後從福建進入中國大陸後，在長江流域消散；截至8月12日，米克拉確認造成1死1傷。

## 氣象歷史
米克拉起源於季風低壓，美國海軍研究實驗室的擾動編號為95W，當日下午聯合颱風警報中心給予24小時內發展成熱帶氣旋的可能性評級為「低」；8月9日上午8時，日本氣象廳將其升格為熱帶低氣壓，在西南季風強風軸的推動下，使此系統向北移動，當時數值預報普遍預期強度不強，頂多發展到熱帶低氣壓強度，在攝氏29至30度的環境下，使其繼續增強，當日下午聯合颱風警報中心將其評級提升為「中」，不久後便提升至「高」，並對其發布熱帶氣旋形成警報，當日晚間，聯合颱風警報中心將其升格為熱帶低氣壓，給予熱帶氣旋編號WP072020 。晚間10時，臺灣中央氣象局將此系統升格為熱帶性低氣壓；翌日上午3時日本氣象廳因預測24小時內增強為熱帶風暴而發出烈風警告。受惠於溫暖海水，使此系統增強的幅度超乎預期，中心附近對流更加密集，原先不被看好到熱帶風暴強度，而同日上午8時，台灣中央氣象局和聯合颱風警報中心率先將其升格為輕度颱風和熱帶風暴。上午11時，日本氣象廳將其升格為熱帶風暴，給予國際編號2006，並命名「米克拉」。
入夜米克拉繼續增強，逐漸鞏固中心密集雲團區，8月11日上午2時，日本氣象廳將其升格為強烈熱帶風暴，同時達到巔峰，十分鐘平均風速50節，使用更短時間平均風速的中國國家氣象中心與聯合颱風警報中心，都將強度提升至世界氣象組織定義的颱風強度。隨後中國國家氣象中心認定米克拉在上午7時30分，於福建省漳州市漳浦縣沿海登陸，登陸後受地形影響，強度開始減弱，日本氣象廳先於上午8時將其降格為熱帶風暴；同日下午8時再將其降格為熱帶低氣壓，隔日日本氣象廳在當日上午8時的天氣圖，認定米克拉在长江流域附近消散。

## 防災措施及影響

### 菲律賓
當地發出之最高風暴信號：一號風暴信號
當此系統還是熱帶擾動時就已經影響菲律賓，在三宝颜有40戶家庭被沖毀，而受損的住戶撤離避難，在內湖省有一名女子摔落水中溺水，而有一名男童在游泳時被沖走而罹難，而隨者此系統增強為熱帶低氣壓，大氣地球物理和天文服務管理局在下午11時發出一號風暴信號，當時此系統位於達古潘西北方225公里，發出信號後暴雨繼續釀災，在邦板牙省有42個村莊淹水，隨後此系統在10日上午8時離開其責任區。

### 臺灣
- 當地評定之巔峰強度分級：（CWA）
- 當地評定之最高持續風速：23每秒（45節；83每小時）（十分鐘）

當地發布之颱風警報：海上陸上颱風警報
中央氣象局在8月9日晚上升格的同時，發出熱帶性低氣壓特報，當時此系統位於恆春南南西方630公里的海上；隨者此系統增強，翌日上午10時30分，當此系統位於鵝鑾鼻的西南方約390公里的海面上時，中央氣象局改發海上陸上颱風警報，其中陸上範圍僅針對澎湖縣及金門縣，隨著米克拉接近，往返澎湖、金門與連江的航空班次及船班停駛，10日晚間的澎湖花火節也因此取消。隨著米克拉的暴風圈離開金門，中央氣象局在8月11日下午2時30分解除海上陸上颱風警報，米克拉共造成72件災情，並導致1人受傷。

### 中國大陸
國家氣象中心發出之最高颱風預警信號： 颱風橙色預警信號
福建省氣象局發出之最高颱風預警信號： 颱風紅色預警信號
國家氣象中心於8月10日上午10時發出颱風藍色預警信號，當時此系統位於福建省厦门市南方610公里的海面上。隨者米克拉接近，国家防总决定于8月10日16时启动防汛防颱风Ⅳ级应急响应，國家氣象中心也在當日下午6時發出颱風黃色預警信號，當時米克拉位於福建厦门南方390公里的海上，當日汕尾市以西的臺灣海峽漁船被要求返港避難；隨著國家氣象中心於11日上午6時將米克拉升格為颱風，升格後不久便發布颱風橙色預警信號；登陸點福建省首當其衝，甚至當地氣象局發出比中央還高的颱風紅色預警信號，登陸時的強風將鐵皮吹飛50公尺，行駛中貨車上的集装箱被強風吹落，有私家車被吹倒的樹木與路燈砸中，在龙海市亦有十六萬戶電力中斷。

### 香港、澳門
雖然米克拉處於香港和澳門的800公里範圍內，但由於其環流緊密細小，對當地沒有構成直接影響，因此香港和澳門沒有發出一號戒備信號。

## 熱帶氣旋警告使用紀錄

### 菲律賓
| 菲律賓大氣地球物理和天文服務管理局 風暴信號 | 菲律賓大氣地球物理和天文服務管理局 風暴信號 | 菲律賓大氣地球物理和天文服務管理局 風暴信號 |
| ------------------------------------------- | ------------------------------------------- | ------------------------------------------- |
| 上一熱帶氣旋                                | 一號風暴信號                                | 下一熱帶氣旋                                |
| 熱帶低氣壓Carina                            | 一號風暴信號                                | 熱帶風暴紅霞                                |

### 臺灣
| 交通部中央氣象局 天氣特報 | 交通部中央氣象局 天氣特報 | 交通部中央氣象局 天氣特報 |
| ------------------------- | ------------------------- | ------------------------- |
| 上一熱帶氣旋              | 熱帶性低氣壓特報          | 下一熱帶氣旋              |
| 中度颱風哈格比            | 熱帶性低氣壓特報          | 中度颱風巴威              |
| 交通部中央氣象局 颱風警報 |                           |                           |
| 中度颱風哈格比            | 海上颱風警報              | 中度颱風巴威              |
| 中度颱風米塔              | 陸上颱風警報              | 輕度颱風艾莎尼            |

### 中國大陸
| 国家气象中心 颱風預警信號 | 国家气象中心 颱風預警信號 | 国家气象中心 颱風預警信號 |
| ------------------------- | ------------------------- | ------------------------- |
| 上一熱帶氣旋              | 颱風藍色預警信號          | 下一熱帶氣旋              |
| 熱帶風暴森拉克 颱風黑格比   | 颱風藍色預警信號          | 颱風海高斯                |
| 颱風黑格比                | 颱風黃色預警信號          | 颱風海高斯                |
| 颱風黑格比                | 颱風橙色預警信號          | 颱風海高斯                |

## 外部連結
| 太平洋颱風季             |
| 主題頁 - 專題 - 編輯指南 |

- （日語）日本氣象廳首頁 （页面存档备份，存于）
- （英文）聯合颱風警報中心首頁 （页面存档备份，存于）
- （简体中文）中國國家氣象中心首頁 （页面存档备份，存于）
- （繁體中文）臺灣中央氣象局首頁 （页面存档备份，存于）
- （繁體中文）香港天文台首頁 （页面存档备份，存于）
- （繁體中文）澳門地球物理暨氣象局首頁 （页面存档备份，存于）
- （英文）菲律賓大氣地球物理和天文管理局 惡劣天氣公告 （页面存档备份，存于）
- （泰文）泰國氣象局首頁 （页面存档备份，存于）